# Bubiyan
Bubiyan (en árabe بوبيان) es con diferencia la mayor de las islas kuwaitíes del golfo Pérsico. Se trata de una isla pantanosa y deshabitada situada en la desembocadura del Shatt al-Arab, y ubicada en el ángulo noroccidental del golfo Pérsico; su superficie es de 863 km².
Se encuentra separada del continente asiático al noreste por el brazo de mar denominado Jawr Abd Allah, que la separa de la exigua costa iraquí, y al sureste por el llamado Jawr as Sabiyah, que la separa de la parte continental de Kuwait. Este último estrecho la separa a su vez de la Isla Warbah por el norte.
Bubiyan se encuentra unida al continente por un puente de vigas de hormigón que discurre sobre el Jawr as Sabiyah y que penetra en Bubiyan a 5,4 km al noroeste del Ras al Barshah, el punto más meridional de la isla. El puente, construido en 1983 y de 2,3 km de longitud, es únicamente de uso militar; fue destruido en la guerra del Golfo, pero volvió a ser reconstruido posteriormente.
En noviembre de 1994, Irak aceptó formalmente la línea de demarcación con Kuwait de las Naciones Unidas que había sido trazada por diferentes resoluciones del Consejo de Seguridad como la 687 (1991), 773 (1993) y 883 (1993), con lo cual concluía formalmente cualquier reclamación reciente sobre la isla de Bubiyan.